# Tridacna squamosa
La tridacna estriada (Tridacna squamosa) es una especie de molusco bivalvo de la familia Cardiidae. 
Pertenece a las llamadas almejas gigantes. Su nombre común en inglés es fluted giant clam, o almeja gigante estriada, debido a que las escamas de sus conchas son mucho mayores que las del resto de Tridacnas. De hecho, sirven de refugio a diversos invertebrados de pequeño tamaño, como cangrejos, almejas o anémonas del género Aiptasia.

## Morfología
Como es usual en las especies de su género, presenta en la concha entre 4 o 5 ondulaciones, o proyecciones de forma triangular, pero atravesadas por escamas estriadas en forma de hojas, notablemente más largas que en sus parientes.
Posee músculos para cerrar y abrir la concha, así como un pie y biso para adherirse a las rocas o corales. Su sifón inhalante posee muchos tentáculos ramificados.
El manto suele tener un fondo de color marrón, o púrpura, con muchas motas y/o líneas onduladas, de color amarillo o dorado, y, a menudo, con líneas o puntos brillantes azules o verdes.
Puede llegar a tener una longitud de 45 cm.

## Alimentación
Esta almeja convive en simbiosis con algas unicelulares, llamadas zooxantelas. Las algas realizan la fotosíntesis produciendo oxígeno y azúcares, que son aprovechados por la almeja, y se alimentan de los catabolitos de la  misma (especialmente carbono). Por este motivo necesitan imperiosamente la luz, que les proporciona entre el 75 y el 90% de sus necesidades alimenticias. El resto lo obtienen atrapando plancton microscópico y materia orgánica disuelta en el agua, mediante sus branquias, o ctenidia. 

## Reproducción
Son animales protándricos, que nacen todos machos, pero después del año se convierten en hermafroditas simultáneos. La fertilización es externa, expulsan primero el esperma y después los huevos, para evitar la autofertilización.  Los huevos fertilizados entran rápidamente en un estado larvario nadador, y se denominan trocóforas. Posteriormente evolucionan a un estado planctónico en el que las larvas, conocidas como velígeras, habitan el océano abierto durante una semana, antes de fijarse en el sustrato. Al siguiente día del asentamiento, se completa la metamorfosis a su forma definitiva; y a los veinte días, las Tridacnas juveniles comienzan a adquirir zooxantelas en los tejidos de su manto, lo que incrementa notablemente su desarrollo y crecimiento. En unos 2 a 3 años las almejas alcanzan su estado adulto.

## Hábitat y distribución
Suelen habitar en aguas soleadas, embebidas en fondos arenosos o masas coralinas de arrecifes. Su rango de profundidad es de 1 a 20 m.
Se distribuye en el océano Indo-Pacífico, es especie nativa de Arabia Saudí, Australia, Birmania, Egipto, Filipinas, Fiyi, India (Andaman Is., Laccadive Is., Nicobar Is.), Indonesia, Kenia, Kiribati, Madagascar, Malasia, Maldivas, islas Marshall, Mauricio, Micronesia, Mozambique, Nueva Caledonia, Palau, Papúa Nueva Guinea, Islas Salomón, Samoa, Seychelles, Singapur, Sudáfrica, Sri Lanka, Tailandia, Tokelau, Tonga, Tuvalu, Vanuatu y Vietnam. 
Se ha introducido en las islas Hawái. Y está posiblemente extinguida en Japón y las islas Marianas del Norte.

## Galería

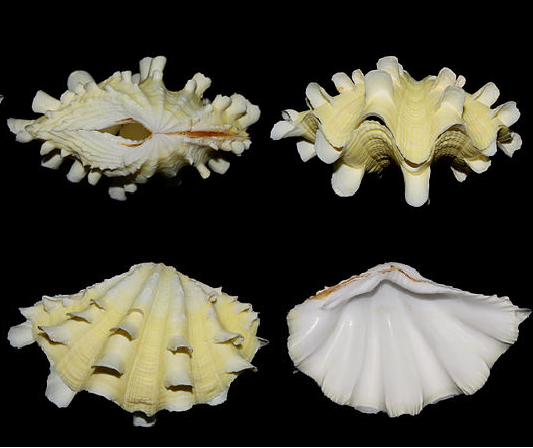
Vistas frontales y laterales de la concha de T. squamosa
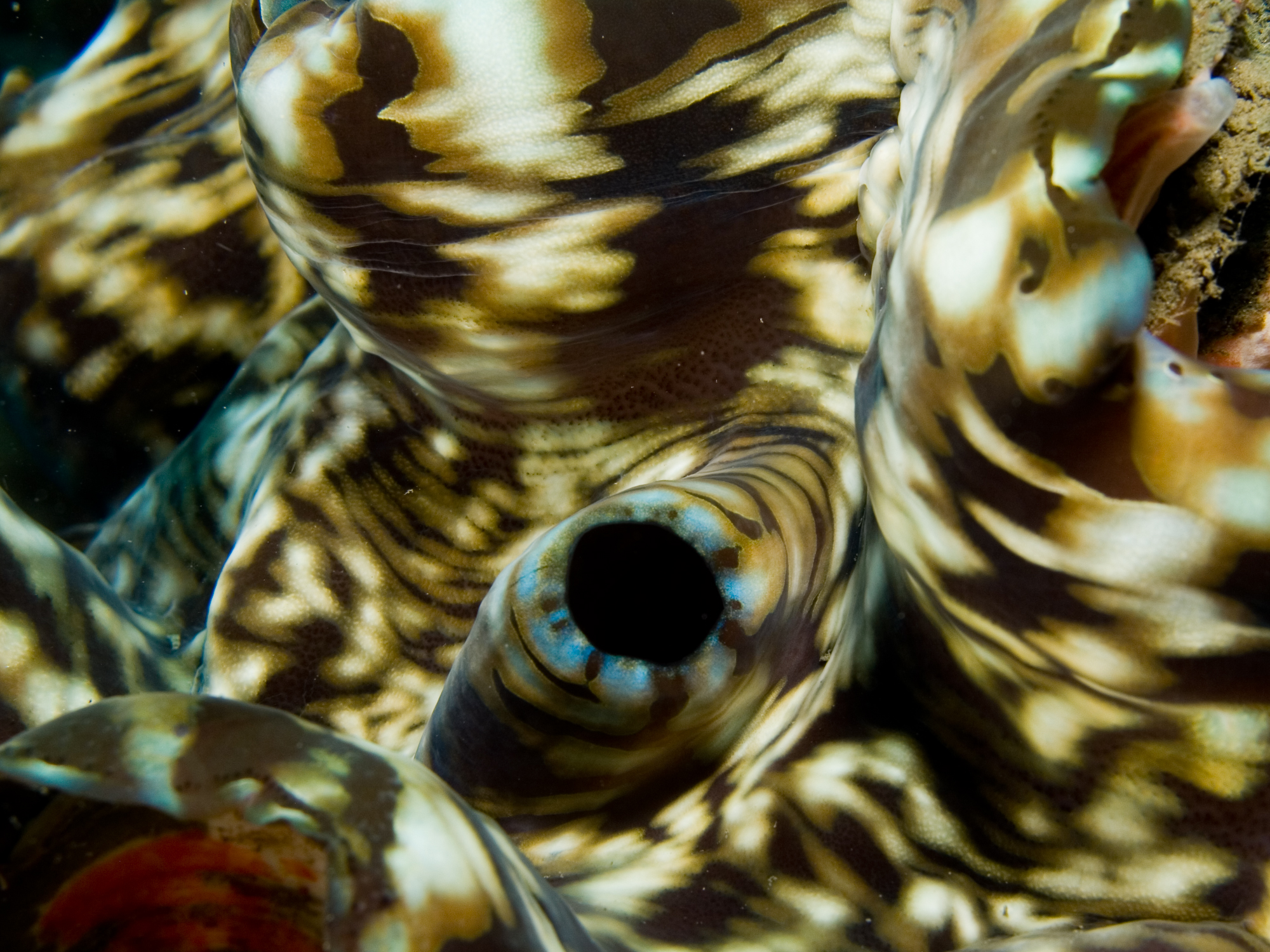
Detalle del sifón exhalante de T. squamosa
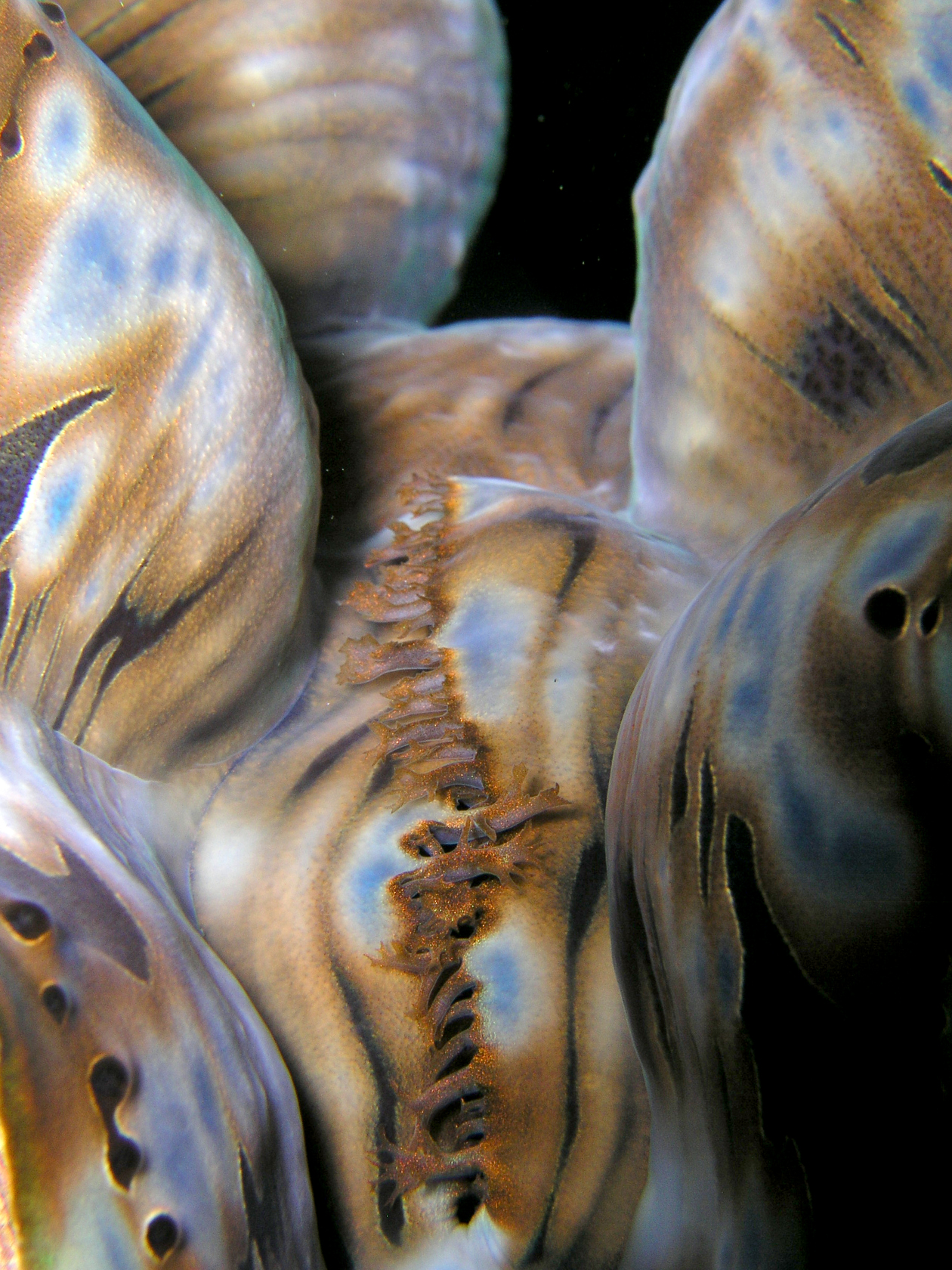
Sifón inhalante de T. squamosa, aún cerrado se observan los tentáculos
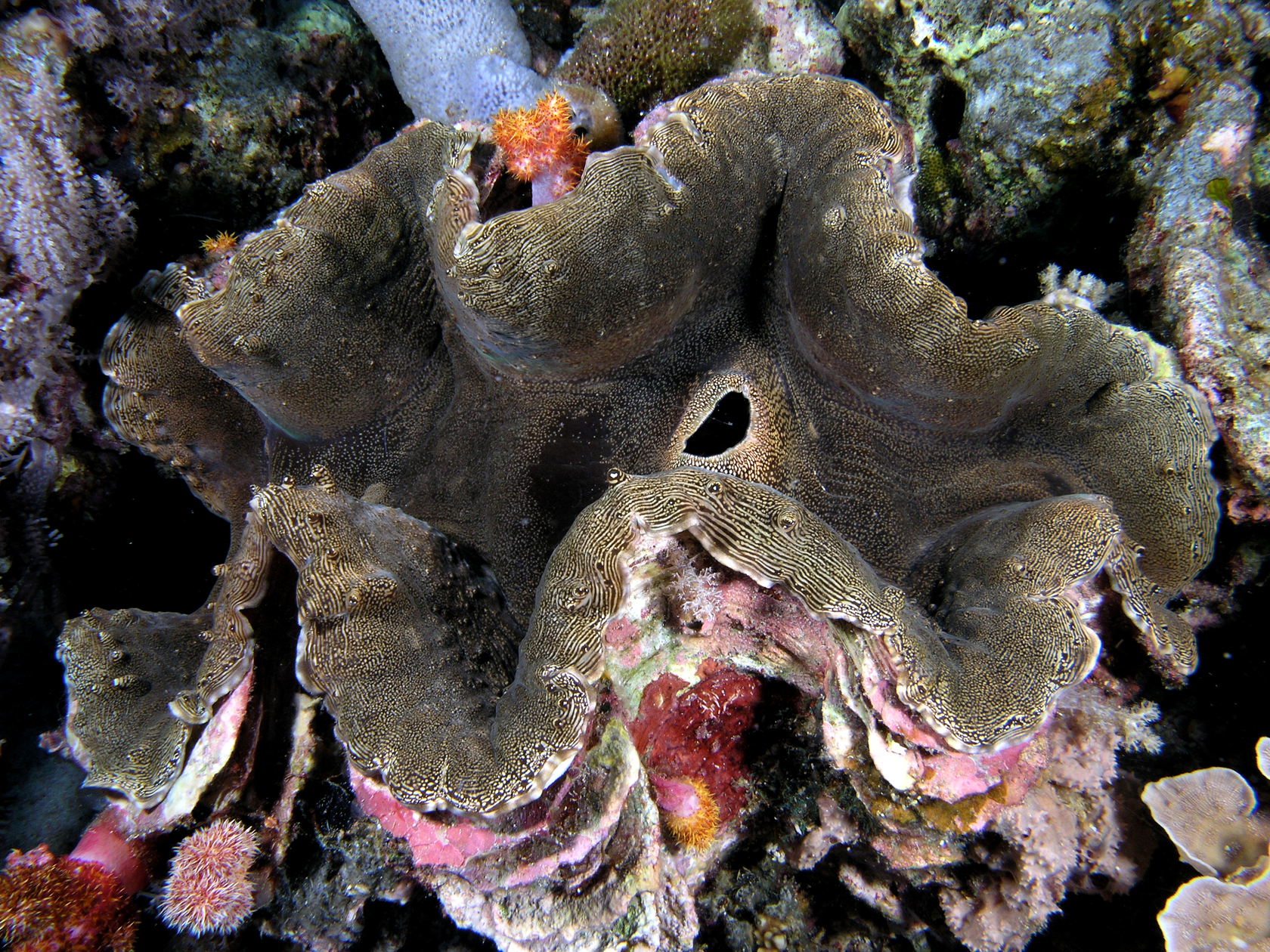
T. squamosa en el Komodo National Park
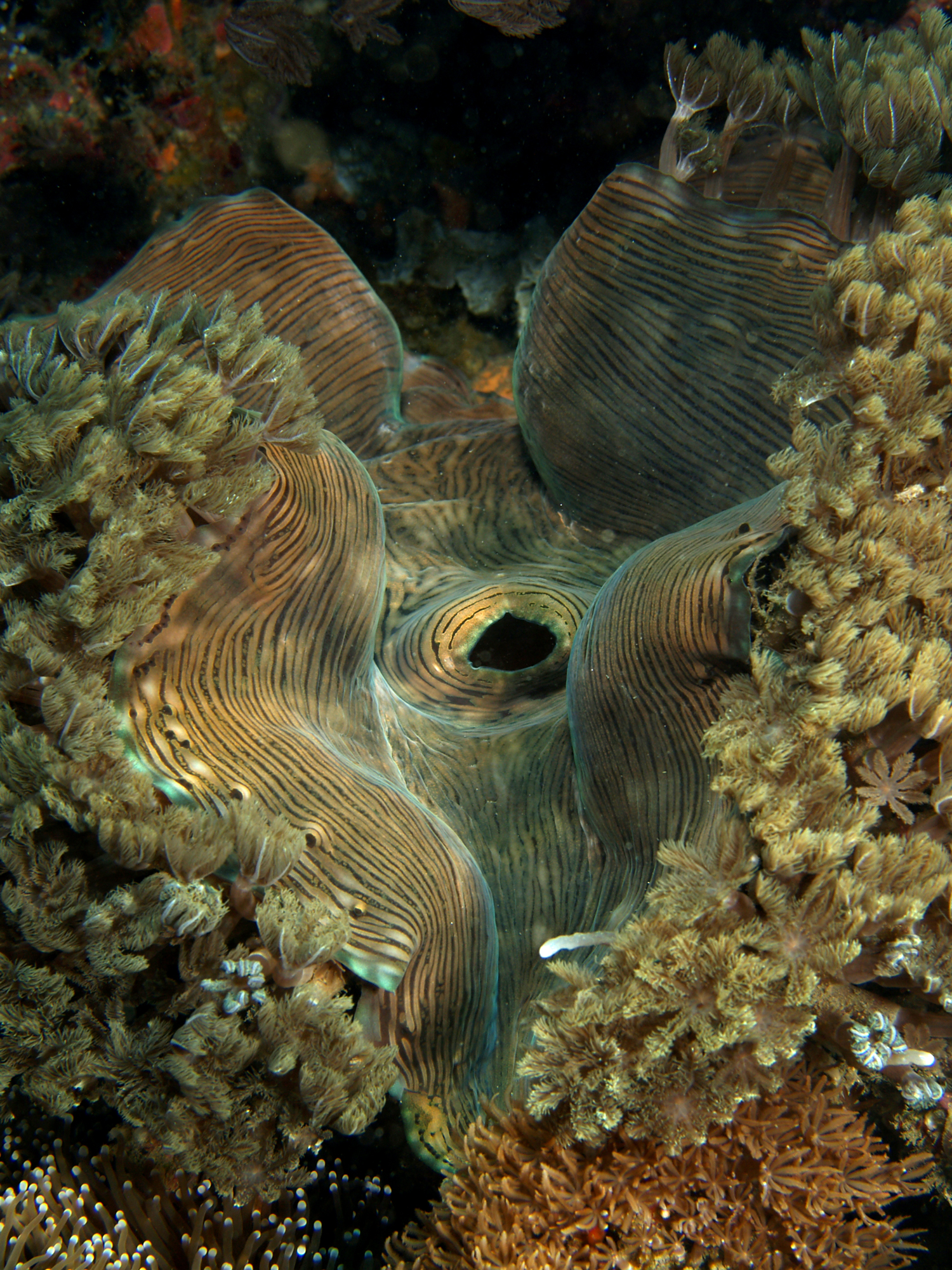
T. squamosa en Maubara, Timor
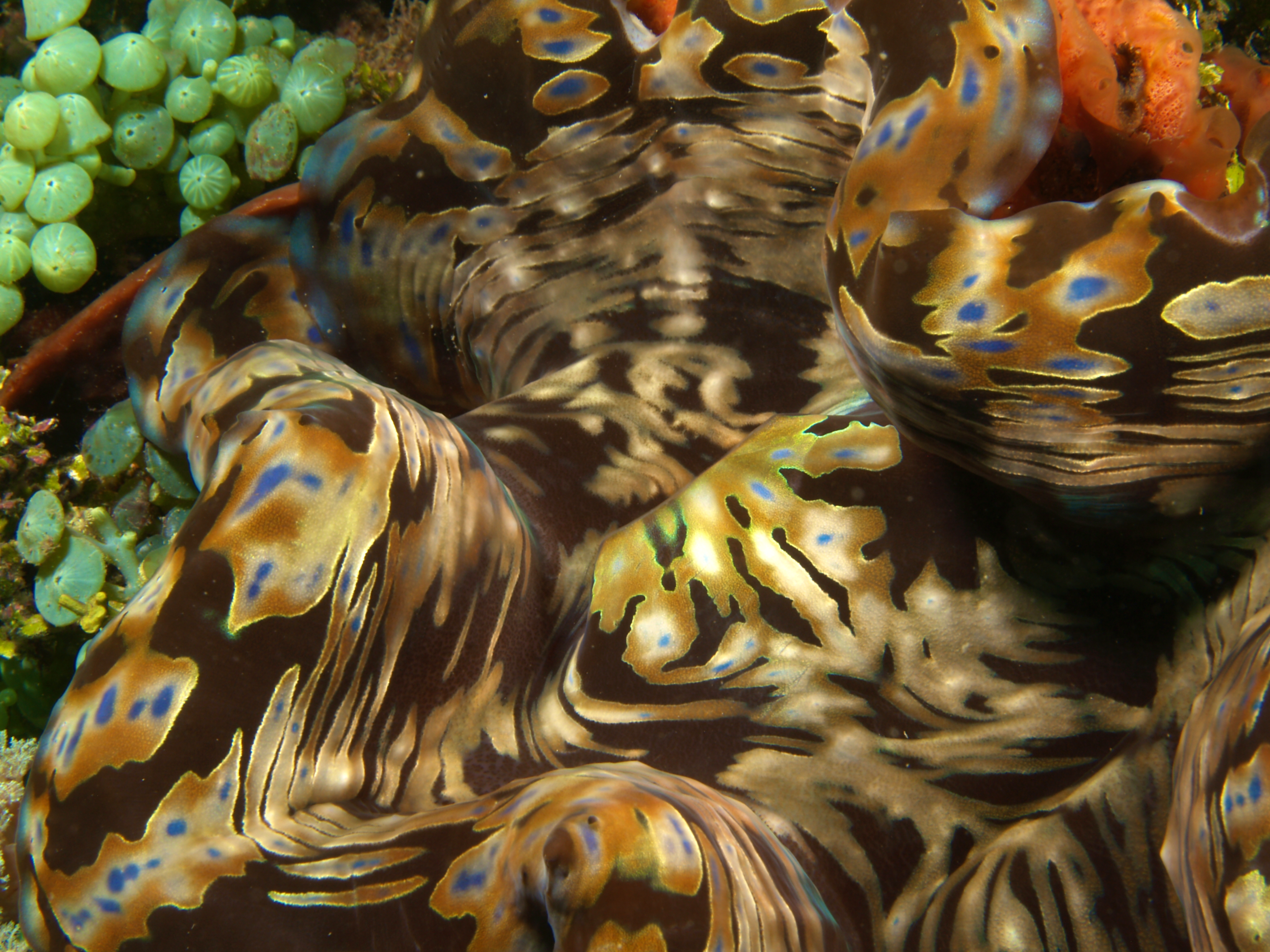
Impresionante estampado del manto de T. squamosa
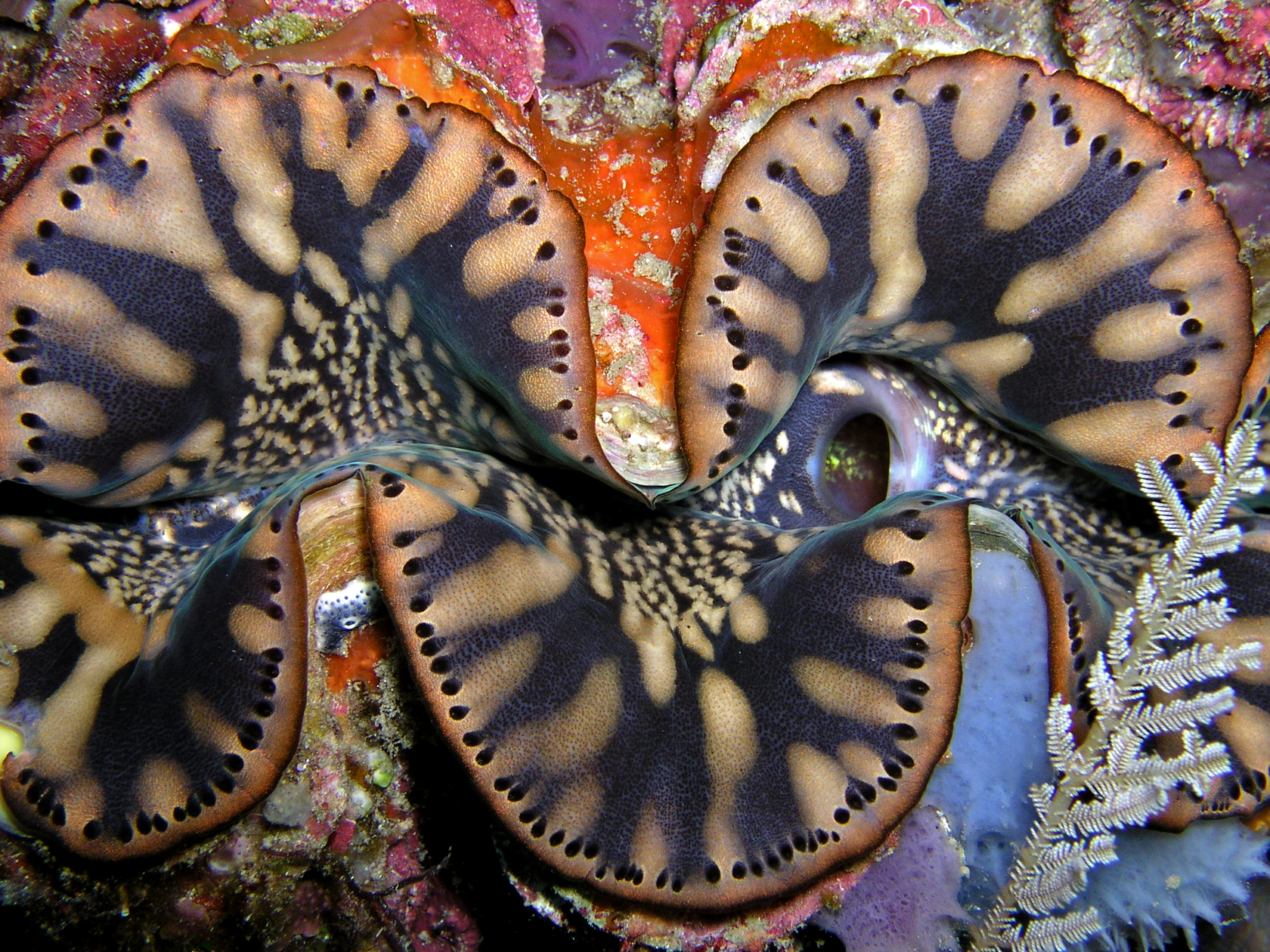
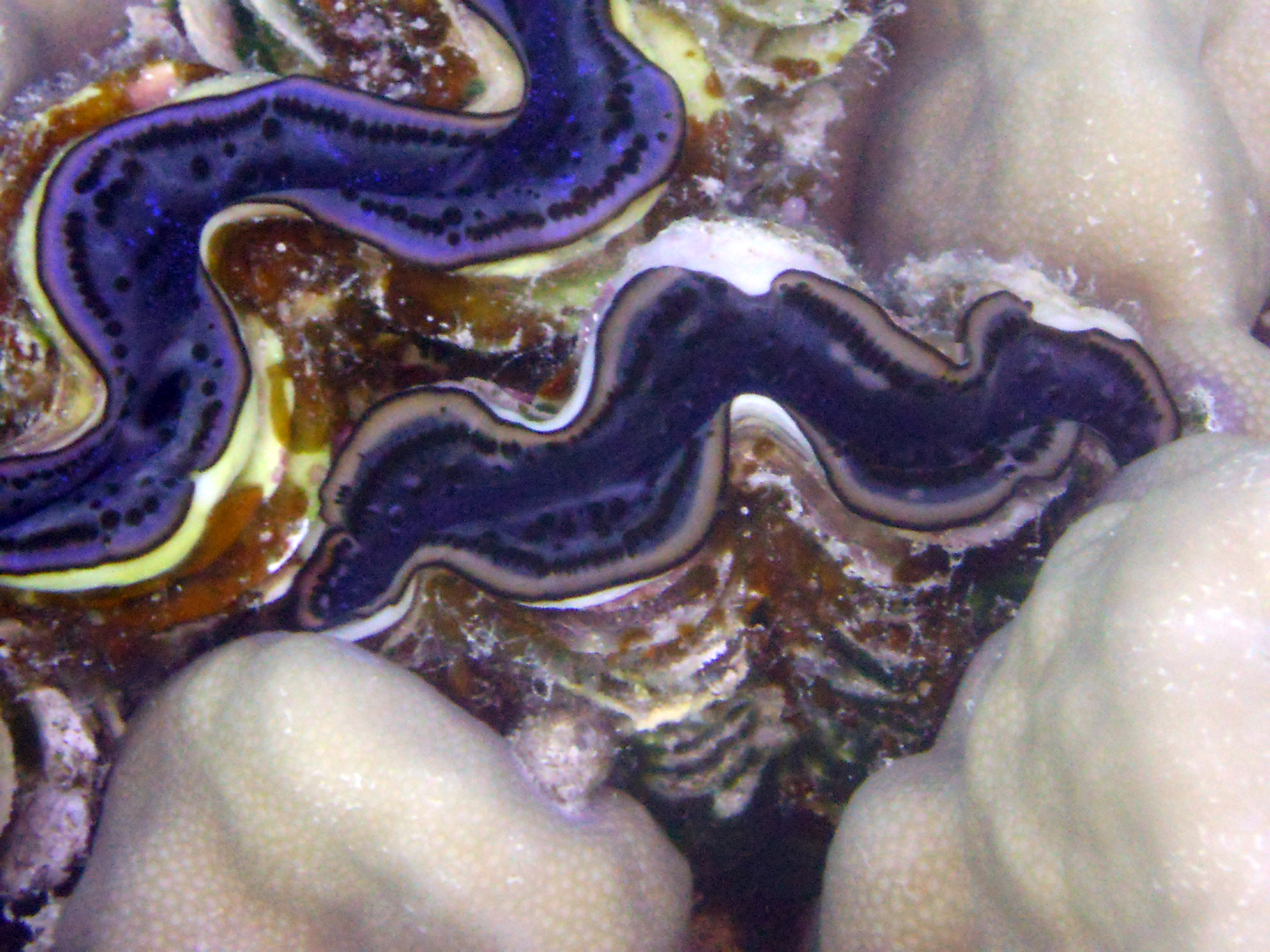
Dos ejemplares empotrados en coral Porites sp
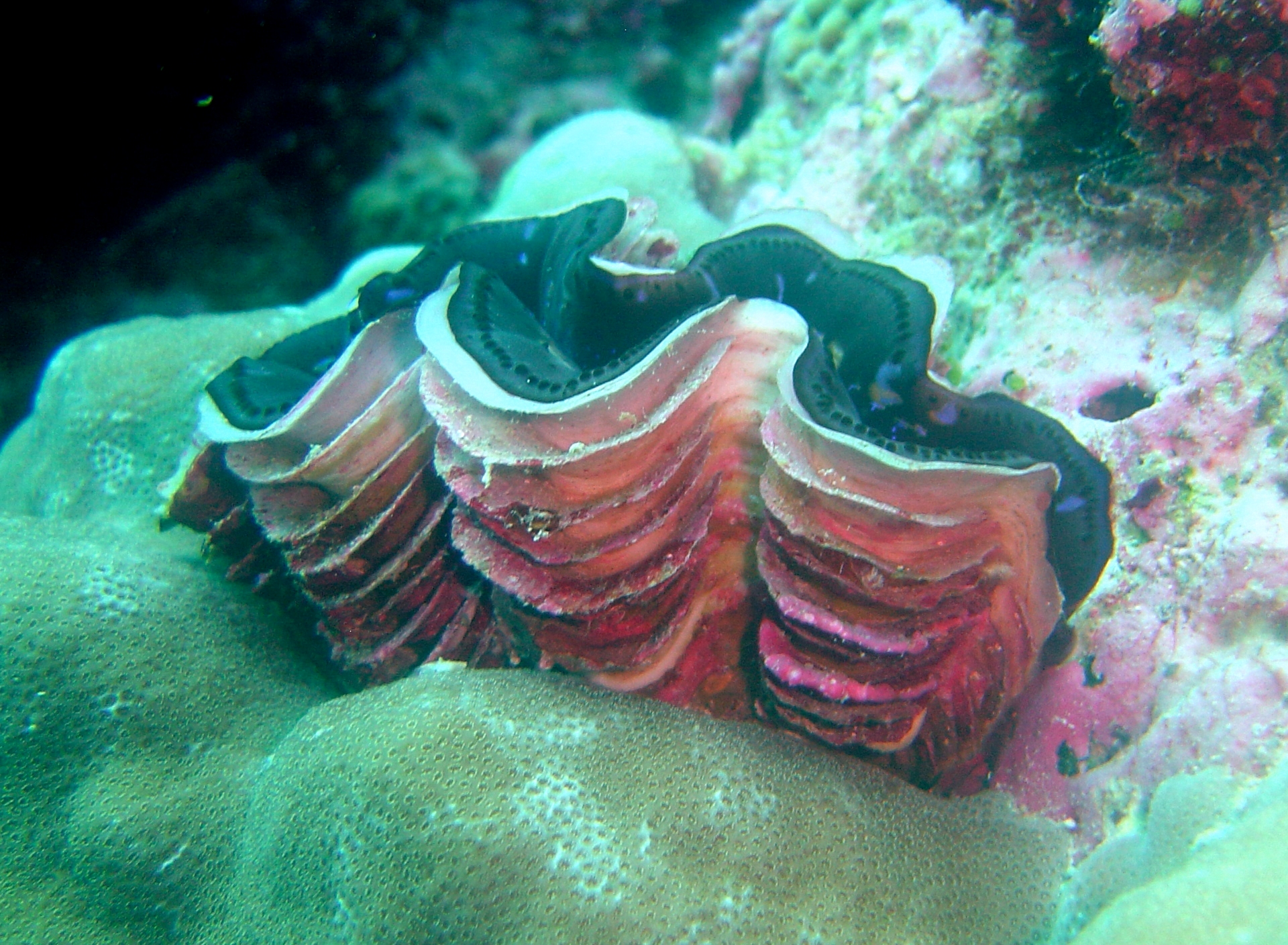
Anclada junto a una colonia de Porites sp en Pohnpei, Micronesia
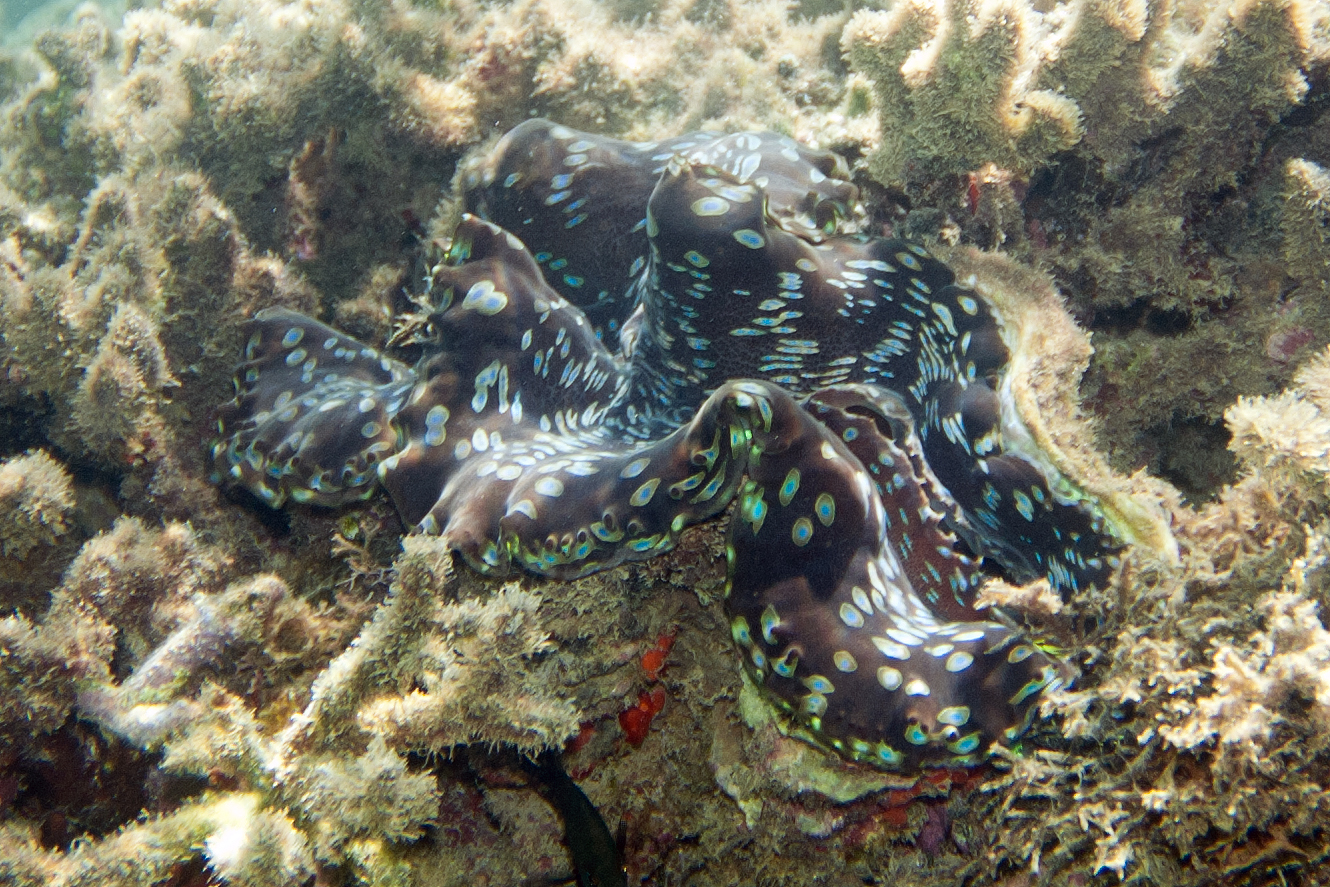
T. squamosa en Fiyi
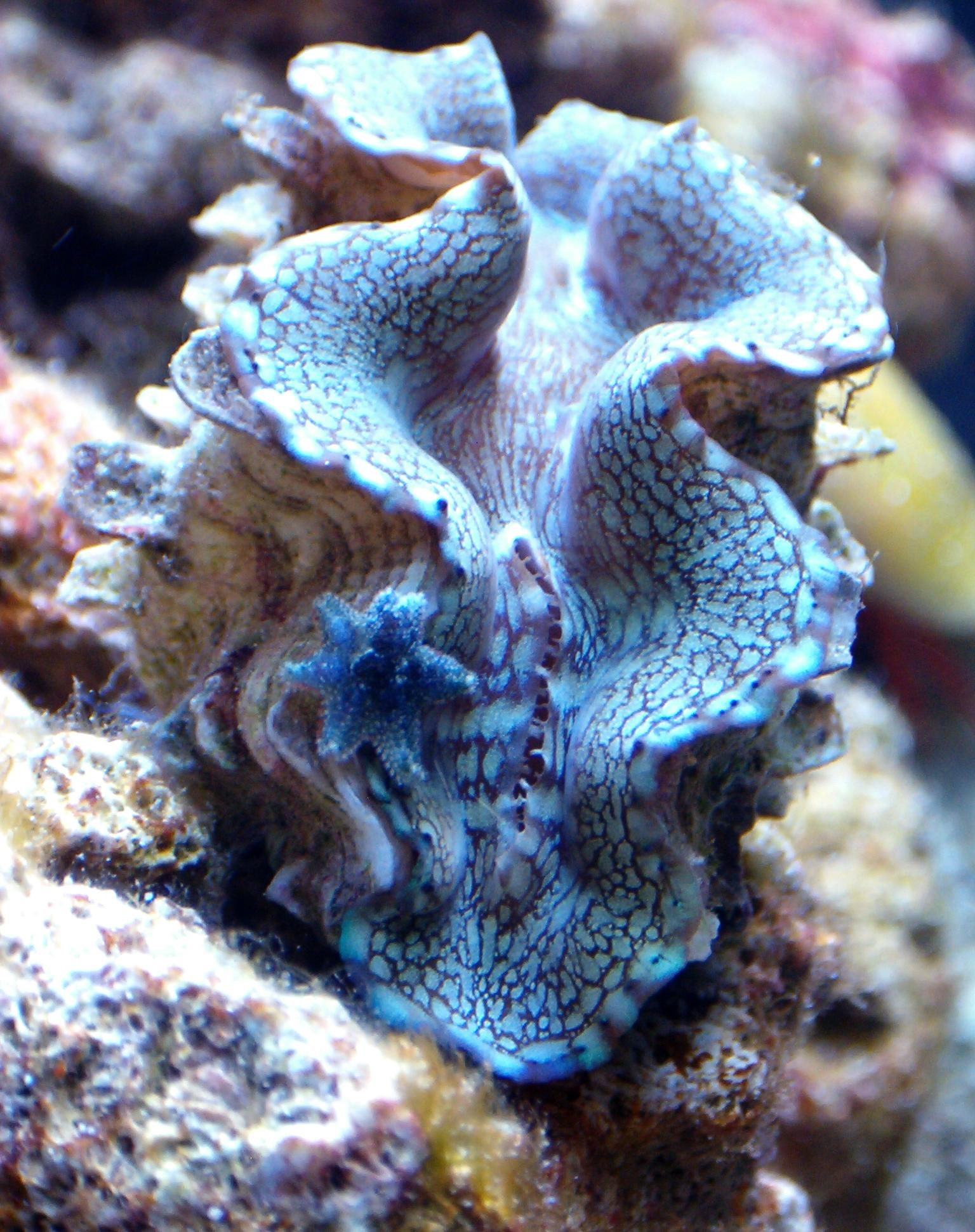
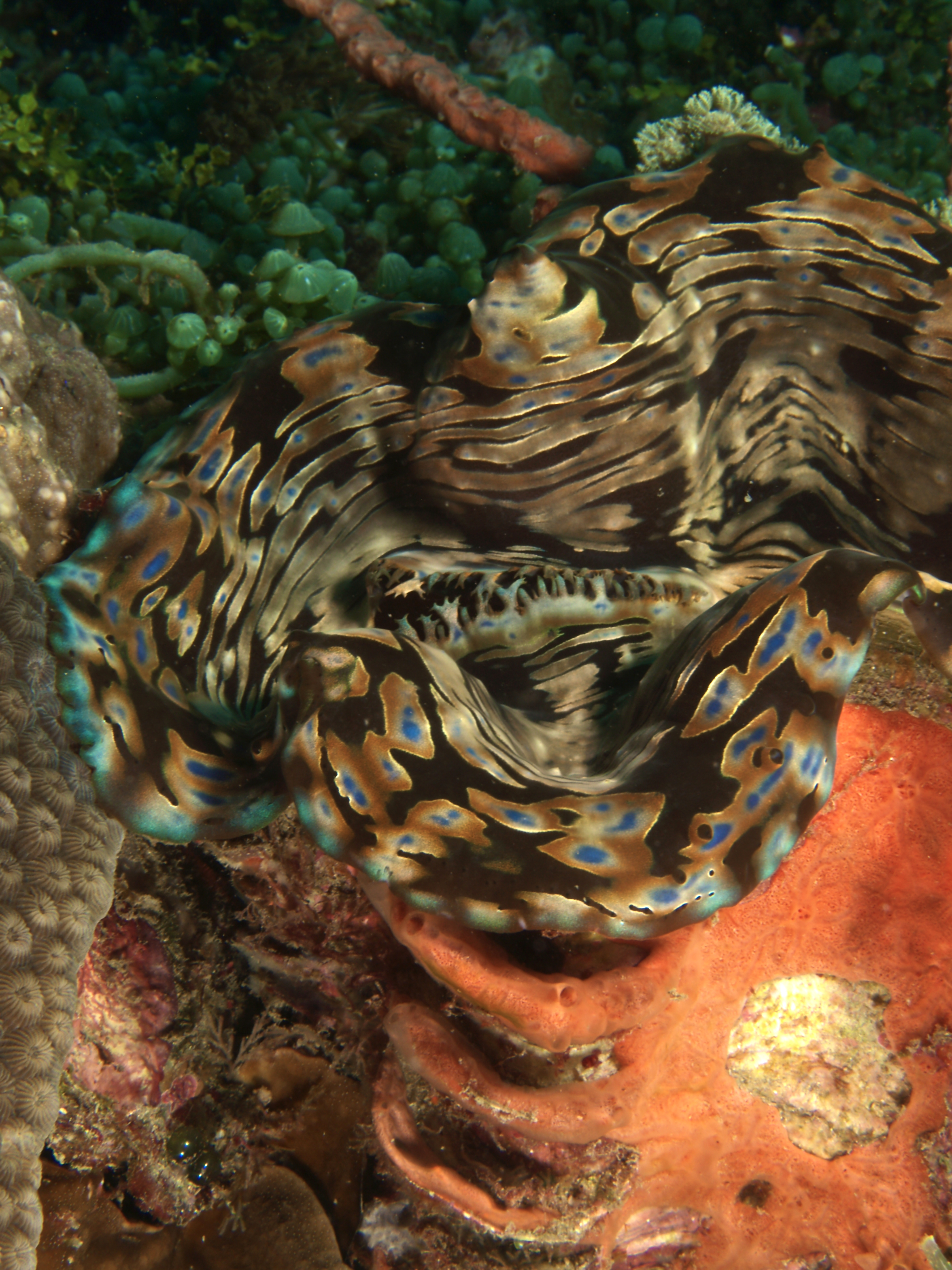
Con la concha cubierta por esponja roja, Timor Este
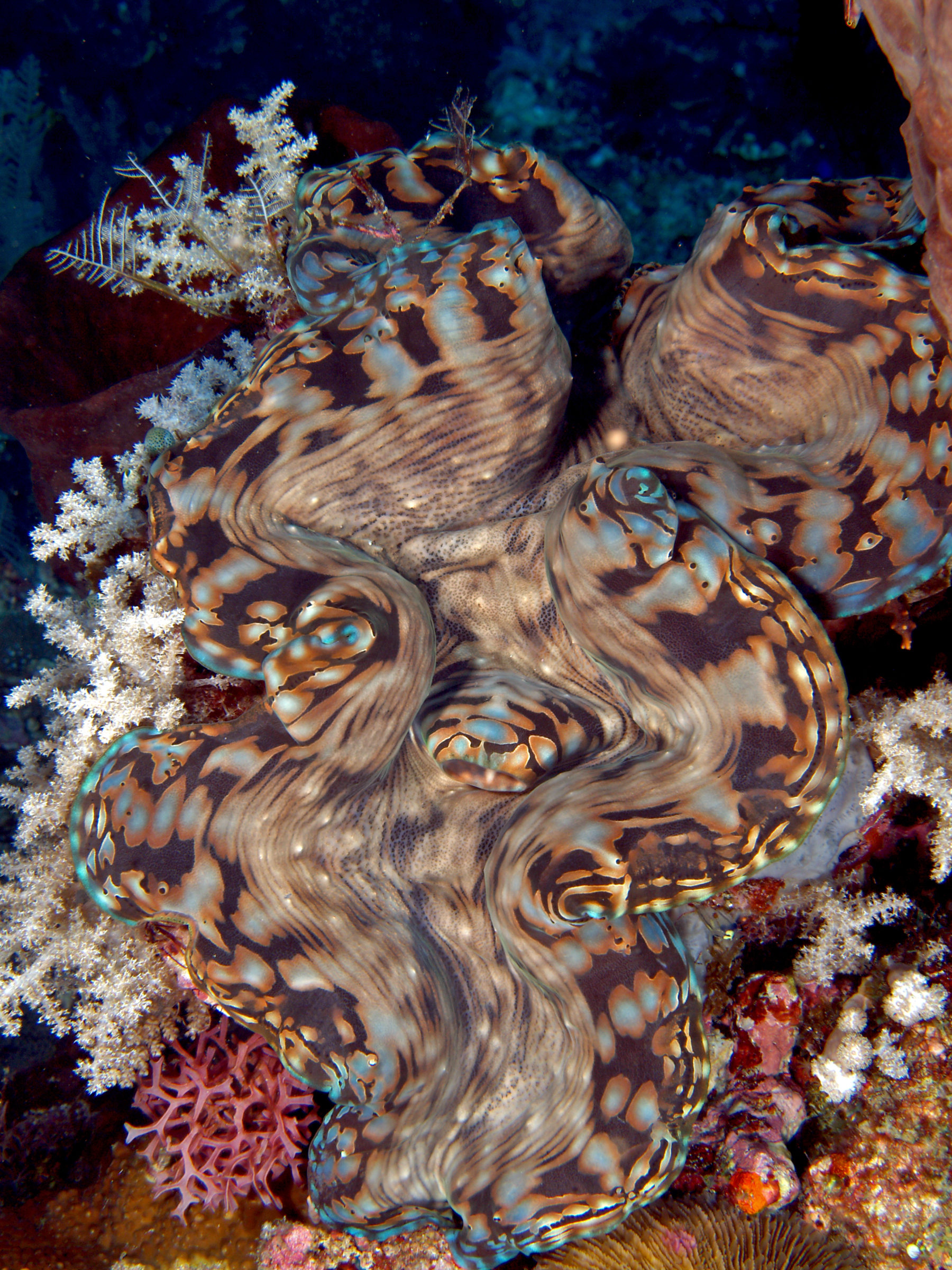
En Manatuto, Timor Este
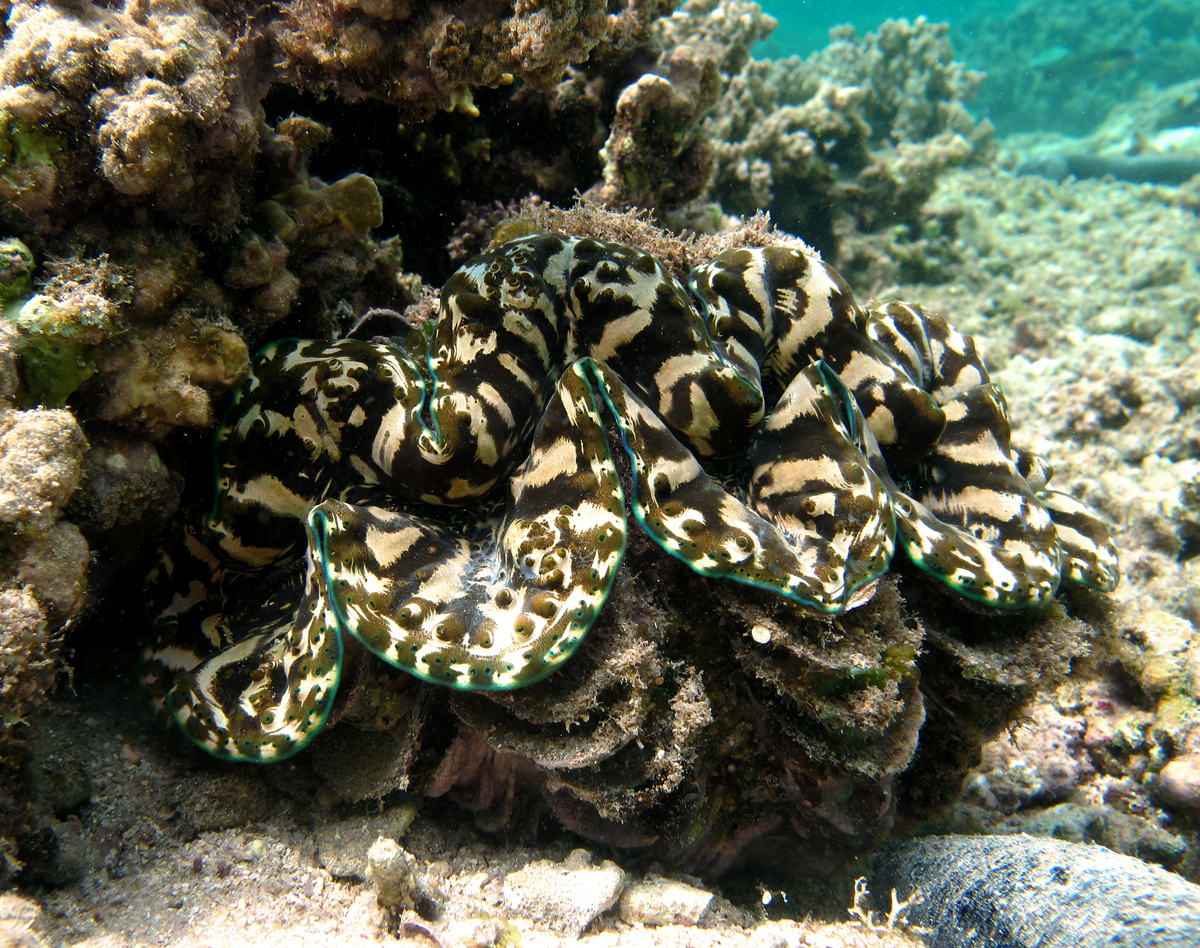
En Reunión
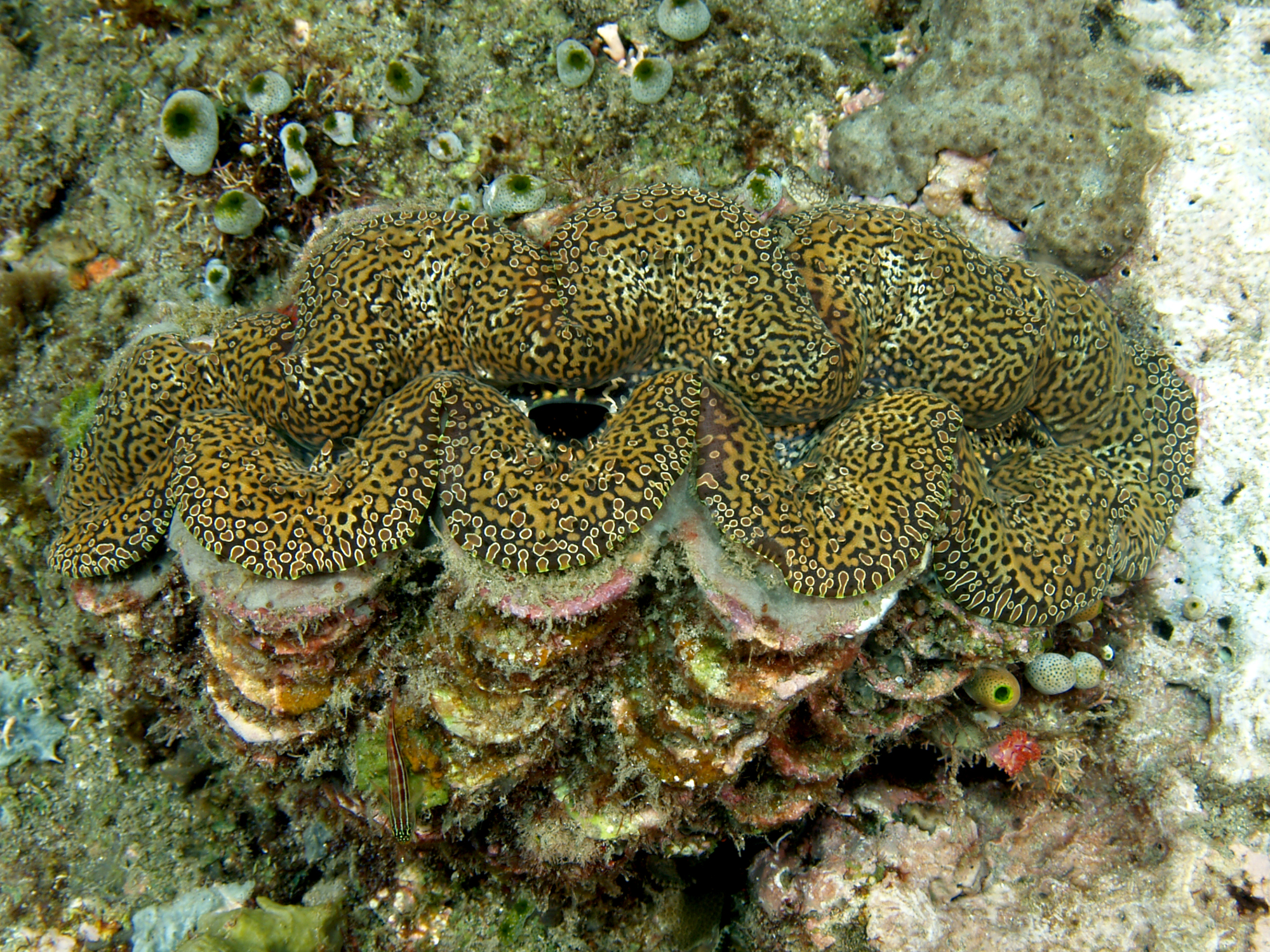
Ascidias y gobios frecuentan la concha de T. squamosa
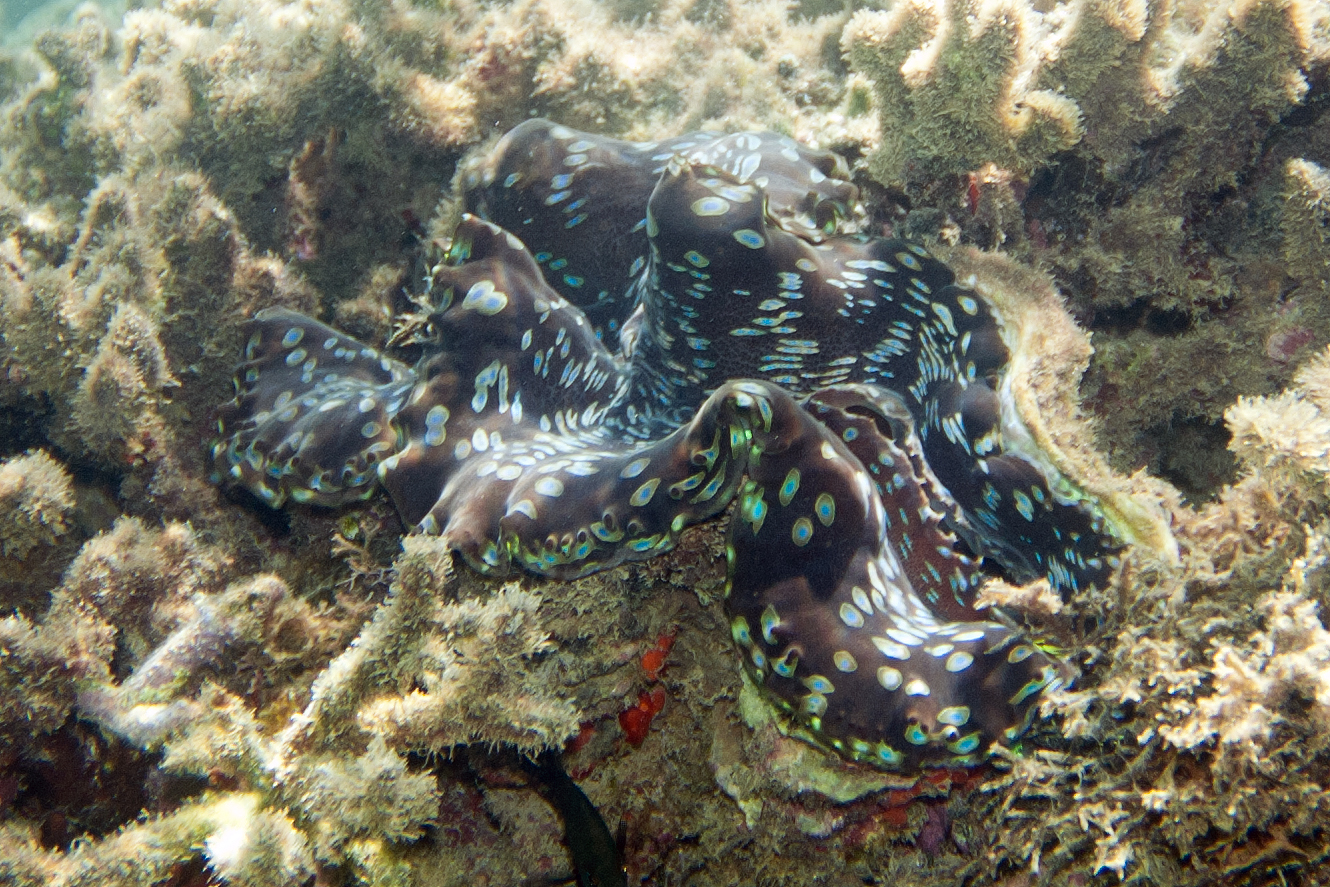
En isla Wakaya, Fiyi